# Alexander Peyerimhoff
Alexander A. Peyerimhoff (* 5. März 1926 in Göppingen; † 13. August 1996 in Ulm) war ein deutscher Mathematiker, der sich mit Analysis befasste.
Peyerimhoff wuchs in Rottweil und Heidenheim auf, wurde im Zweiten Weltkrieg kurz eingezogen und war bis Ende 1945 Kriegsgefangener. Er studierte ab 1946 Mathematik an der Eberhard-Karls-Universität Tübingen, an der er 1951 bei Konrad Knopp promoviert wurde (Konvergenz- und Summierbarkeitsfaktoren). 1952 habilitierte er sich an der Justus-Liebig-Universität Gießen, an der er danach bis 1959 Privatdozent war. 1954, 1955, 1956 und 1957/58 war er Gastprofessor an der University of Cincinnati und 1956/57 an der Universität Göttingen. Ab 1959 war er ordentlicher Professor an der Philipps-Universität Marburg. 1961/62 und 1964/65 war er Gastprofessor an der University of Utah in Salt Lake City, an der er 1967 eine volle Professur erhielt. 1969 bis zur Emeritierung 1994 war er ordentlicher Professor an der damals neu gegründeten Universität Ulm, an der er auch Vizepräsident und Senatsvorsitzender wurde. Er unterstützte die Einrichtung des Curriculums Wirtschaftsmathematik (1977) und der Studienrichtung Informatik (1989) an der Universität Ulm.
Er befasst sich mit Summierbarkeit (sein Buch darüber in der Reihe Lecture notes in mathematics war ein Standardwerk) und Fourieranalyse (Riemanns Lokalisierungssatz), Laplaceintegralen, komplexer Analysis (Nullstellen spezieller Funktionen). In den 1970er Jahren begann er sich mit analytischer Zahlentheorie und speziell der Mertens-Vermutung zu beschäftigen. Er berechnete Nullstellen der Riemannschen Zetafunktion, was sein Interesse an hochpräziser Arithmetik weckte und an Computern (da die damaligen Computer nicht für seine Zwecke geeignet waren, baute er selber Spezialcomputer).
Auf dem Gebiet der gewöhnlichen Differentialgleichungen, über die er ein Lehrbuch schrieb, befasste er sich angeregt durch die Arbeit am Lehrbuch mit Eigenwertproblemen und Oszillation der Lösungen. Ein Forschungsprojekt zur Hydrodynamik führte zu seiner Beschäftigung mit partiellen Differentialgleichungen, speziell dem Stokes-System.
Er veröffentlichte viel mit den mit ihm befreundeten Mathematikern Wolfgang Jurkat und Hans-Egon Richert.
Er war 1981 Gründer der Zeitschrift Analysis und deren Herausgeber.

## Schriften (Auswahl)
- Lectures on Summability, Springer, Lecture notes in mathematics 107, 1969
- Gewöhnliche Differentialgleichungen, 2 Bände, Frankfurt am Main: Akademische Verlagsgesellschaft 1970, 2. Auflage 1982